# Gracupica
Gracupica – rodzaj ptaków z podrodziny szpaków (Sturninae) w obrębie rodziny szpakowatych (Sturnidae).

## Występowanie
Rodzaj obejmuje gatunki występujące w orientalnej Azji.

## Morfologia
Długość ciała 22–28 cm, masa ciała 76–178 g.

## Systematyka

### Etymologia
Rodzaj Gracula Linnaeus, 1758, gwarek; łacińskie pica – „sroka”.

### Podział systematyczny
Takson wyodrębniony ostatnio ze Sturnus. Do rodzaju należą następujące gatunki:
- Gracupica contra (Linnaeus, 1758) – szpak srokaty
- Gracupica nigricollis (Paykull, 1807) – szpak czarnoszyi